# The Red Road
Ne doit pas être confondu avec Red Road.
The Red Road est une série télévisée américaine en douze épisodes d'environ 43 minutes créée par Aaron Guzikowski et diffusée entre le 27 février 2014 et le 7 mai 2015 sur Sundance Channel.
En France, la série est diffusée depuis le 24 avril 2014 sur Sundance Channel et en Belgique, à partir du 29 janvier 2016 dans le Movies et Series Pass de Proximus. Néanmoins, elle reste inédite dans les autres pays francophones.

## Synopsis
Dans une petite localité du New Jersey, un policier essaye de garder sa famille à flot tout en maintenant l'ordre entre les membres des deux communautés qui cohabitent : les habitants de la ville et ceux de la réserve indienne adjacente. Après une tragédie mettant en cause son épouse dans la réserve indienne, Harold Jensen se retrouve à devoir faire alliance avec un membre dangereux de la tribu pour dissimuler le crime.

## Fiche technique
- Titre original : The Red Road
- Création : Aaron Guzikowski
- Réalisation :
- Scénario : Aaron Guzikowski, Bridget Crapenter et Zack Whedon
- Directeur artistique : Rob Simons
- Chef décorateur : Kristie Thompson
- Costumes : Alonzo Wilson
- Photographie : Ivan Starsburg
- Musique : Daniel Lict
- Casting : Libby Goldstein et Junie Lowry-Johnson
- Producteur : James Bigwood, Avram Kaplan, Ed Tapia
  - Producteur exécutif : Bridget Carpenter, Sarah Condon, Aaron Guzikowski
- Sociétés de production : Sundance Channel
- Sociétés de distribution : Sundance Channel
- Pays d'origine :  États-Unis
- Lieu de tournage : Cartersville, Géorgie
- Langue originale : anglais
- Format :
- Genre : Drame
- Durée : 42-45 minutes

## Distribution

### Acteurs principaux
- Martin Henderson (VFB : Nicolas Matthys) : Harold Jensen
- Jason Momoa (VFB : Mathieu Moreau) : Phillip Kopus
- Julianne Nicholson (VFB : Guylaine Gibert) : Jean Jensen
- Tamara Tunie (VFB : Manuela Servais) : Marie Van Der Veen
- Kiowa Gordon (VFB : Maxime Van Santfoort) : Junior Van Der Veen
- Allie Gonino (VFB : Claire Tefnin) : Rachel Jensen
- Annalise Basso (VFB : Micheline Tziamalis) : Kate Jensen
- Tom Sizemore (VFB : Jean-Michel Vovk) : Jack Kopus
- Zahn McClarnon (VFB : Pierre Lognay) : Mike Parker
- Antoni Corone (en) (VFB : Erwin Grünspan) : Captain Warren

### Acteurs récurrents
- Brooke Montalvo (VFB : Mélanie Dermont) : Paige
- Lisa Bonet (VFB : Célia Torrens) : Sky Van Der Veen
- Gary Farmer (VFB : Benoît Van Dorslaer) : Mac
- Nickola Shreli (en) : Duke
- Nick Gomez (VFB : Steve Driesen) : Frank Morgan
- Keith Flippen (VFB : Patrick Donnay) : Dr Beilke

- Version française
  - Société de doublage : C You Soon[2]
  - Direction artistique : Lionel Bourguet[2]
  - Adaptation des dialogues : Hélène Grisvard[2]

Source : version française (VF) sur Doublage Série Database

## Épisodes

### Première saison (2014)
1. Le Réveil (Arise My Love, Shake Off This Dream)
2. Entre chien et loup (The Wolf and the Dog)
3. La Femme tombée du ciel (The Woman Who Fell from the Sky)
4. Les Mauvaises Armes (The Bad Weapons)
5. Le Grand Combat des serpents (The Great Snake Battle)
6. Le Piège (The Journey to the Sunrise)

### Deuxième saison (2015)
Le 28 avril 2014, la série a été renouvelée pour une deuxième saison diffusée depuis le 2 avril 2015.
1. Des cadeaux (Gifts)
2. Les Tombes (Graves)
3. Les Intrus (Intruders)
4. Une cure (A Cure)
5. Le Complot (The Hatching)
6. Le Marcheur de l'ombre (Shadow Walker)

## Commentaire
Le 23 mai 2015, la série est annulée.